# Provincia Daşoguz
Provincia Daşoguz este o unitate administrativă de gradul I a Turkmenistanului. Reședința sa este orașul Daşoguz.